# Isidoro Hernández Tortosa
Isidoro Hernández Tortosa va ser un polític espanyol.

## Biografia
Membre del Partit Comunista d'Espanya (PCE), després de l'esclat de la Guerra civil es va unir a les forces republicanes. Posteriorment va passar a formar part del comissariat polític de l'Exèrcit Popular de la República. Al llarg de la contesa va exercir com a comissari de les brigades mixtes 4a i 57a, així com de la 15a Divisió.
Després del final de la contesa seria encausat pel Tribunal Especial de Repressió de la Maçoneria i del Comunisme.